# Duster (Gary Burton)
| Recensione | Giudizio |
| ---------- | -------- |
| AllMusic   |          |

Duster è un album discografico a nome The Gary Burton Quartet, pubblicato dalla casa discografica RCA Victor Records nell'agosto del 1967.

## Tracce

### LP
Lato A
1. Ballet – 4:55 (Michael Gibbs) – Registrato il 18 aprile 1967
2. Sweet Rain – 4:23 (Michael Gibbs) – Registrato il 18 aprile 1967
3. Portsmouth Figurations – 2:56 (Steve Swallow) – Registrato il 19 aprile 1967
4. General Mojo's Well Laid Plan – 4:57 (Steve Swallow) – Registrato il 20 aprile 1967

Lato B
1. One, Two, 1-2-3-4 – 5:55 (Larry Coryell, Gary Burton) – Registrato il 20 aprile 1967
2. Sing Me Softly of the Blues – 4:02 (Carla Bley) – Registrato il 20 aprile 1967
3. Liturgy – 3:24 (Michael Gibbs) – Registrato il 19 aprile 1967
4. Response – 2:10 (Gary Burton) – Registrato il 20 aprile 1967

## Musicisti
- Gary Burton – vibrafono
- Larry Coryell – chitarra
- Steve Swallow – contrabbasso
- Roy Haynes – batteria

Note aggiuntive
- Brad McCuen – produttore
- Registrazioni effettuate al RCA Victor's Studio B di New York City, New York
- Ray Hall – ingegnere delle registrazioni
- Tom Zimmermann – foto (fronte e retrocopertina) copertina album originale
- Michael Zwerin – note di retrocopertina album originale[4]